# (15433) 1998 VQ7
A (15433) 1998 VQ7 a Naprendszer kisbolygóövében található aszteroida. A LINEAR projekt keretében fedezték fel 1998. november 10-én.